# Angelo Rizzoli (1889-1970)
Angelo Rizzoli (Milano, 31 ottobre 1889 – Milano, 24 settembre 1970) è stato un imprenditore, editore e produttore cinematografico italiano.
Iniziò come tipografo e stampatore, poi divenne editore in proprio di periodici nel 1927 e di libri nel 1929. Fondatore della Rizzoli Editore, costruì il suo impero economico attraverso una serie di attività produttive differenziate (editoria, cinema, immobiliare).
In vita, in riconoscimento dei suoi meriti imprenditoriali, ottenne il titolo di Cavaliere del lavoro e, il 6 aprile 1967, il titolo di Conte dall'ex re d'Italia Umberto di Savoia, in esilio a Cascais.

## Biografia

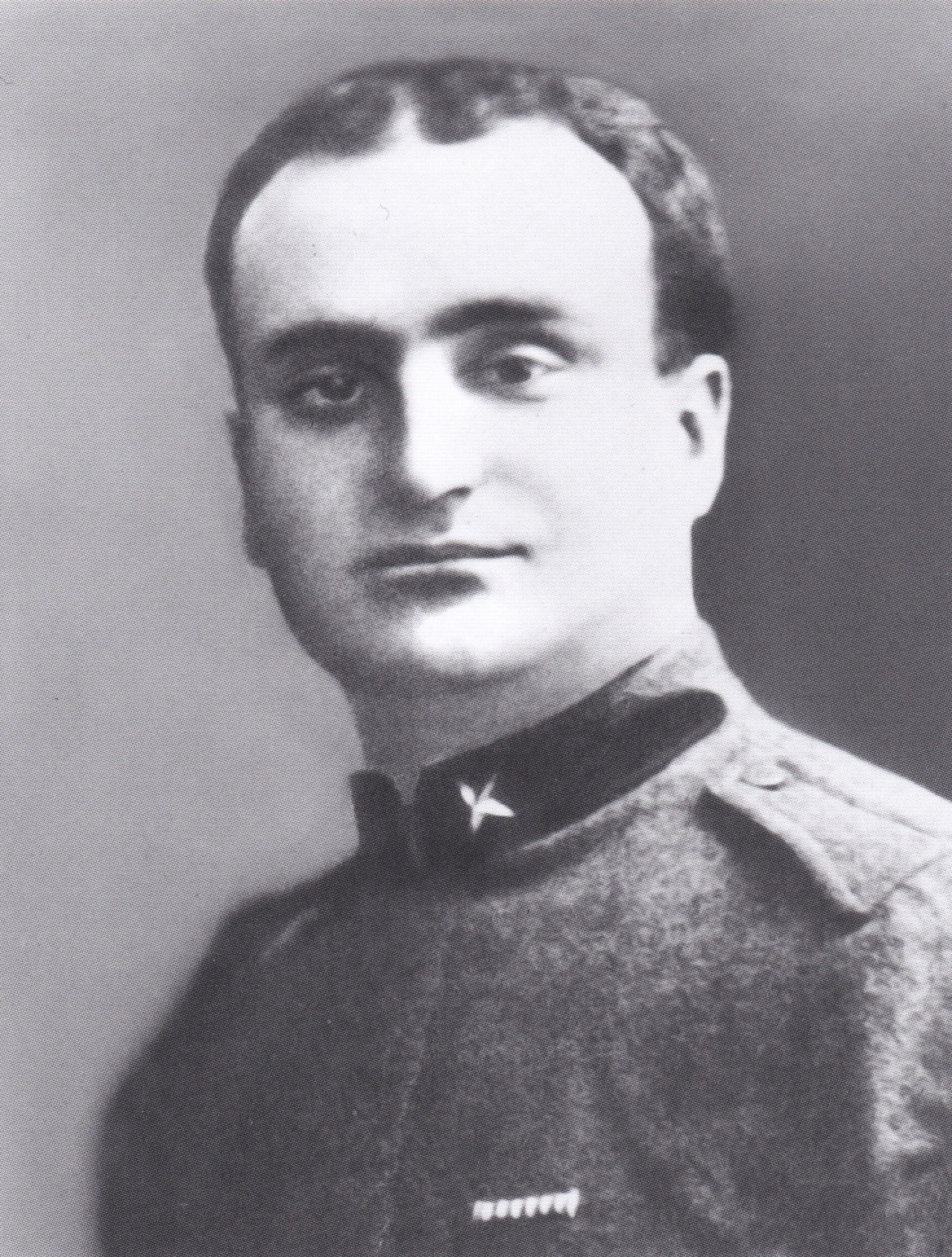
Un ritratto di Angelo Rizzoli soldato (1916)

Cresciuto nell'orfanotrofio dei Martinitt, figlio di un ciabattino analfabeta che morì prima che lui nascesse, conobbe l'angoscia della povertà e della miseria. Imparò il mestiere di tipografo proprio in orfanotrofio. A vent'anni decise di mettersi in proprio: insieme a un altro operaio aprì una tipografia a Milano in via Cerva. La ditta, registrata nel 1911, prese il nome di «A. Rizzoli & C.». La prima occasione di crescita vera per l’azienda arrivò nell’ottobre del 1911, grazie all’intuizione di Rizzoli di stampare cartoline commemorative della guerra di Libia.
Presso uno dei suoi primi clienti, la tipografia Marzorati, Rizzoli conobbe Anita (detta Anna, 1890-1976), la figlia del titolare, con la quale si sposò nel 1912. Dal 1915 al 1917 fu sotto le armi a causa dell'ingresso dell'Italia nella prima guerra mondiale. Congedato dall'esercito nel 1917, tornò a Milano. Qui Rizzoli conobbe l'editore Calogero Tumminelli: l'incontro cambiò il suo destino. Tumminelli, titolare della casa editrice d'arte «Bestetti e Tumminelli», lo introdusse nell'editoria, suggerendogli di rilevare alcuni periodici della Mondadori dai bilanci in rosso. Si trattava di cinque riviste: Il Secolo Illustrato, settimanale illustrato del quotidiano Il Secolo, Il Secolo XX, La Donna, Comoedia e Novella. Alcune di esse erano "nobili decadute", cioè riviste di un certo prestigio (Novella, ad esempio, pubblicava racconti di D'Annunzio e Luigi Pirandello) su cui però l'editore non puntava più. Tumminelli, che ricopriva anche la carica di direttore editoriale dell'Istituto Giovanni Treccani, fece da mediatore nella trattativa tra Rizzoli e Mondadori. Riuscì a convincere Rizzoli, che non era sicuro di fare un buon acquisto, assicurandogli la stampa dell'Enciclopedia Italiana. Nel luglio 1927 Rizzoli acquistò le quattro testate per 40.000 lire.
Tumminelli mantenne la promessa: il giovane editore ebbe l'incarico di stampare l'Enciclopedia Italiana, al ritmo di tre volumi all'anno. Cercò subito finanziamenti per aprire una nuova tipografia. Li trovò in tre senatori: lo stesso Giovanni Treccani, Ettore Bocconi e Senatore Borletti (che avrebbe ricevuto il laticlavio di lì a poco). Ciascuno dei tre versò mezzo milione di lire per il nuovo stabilimento. In cambio i tre ottennero un posto nel consiglio d'amministrazione della Rizzoli & C. Rizzoli scelse personalmente il luogo dove sarebbe sorta la nuova sede: piazza Carlo Erba (aveva già abitato in quella zona di Milano). Il nuovo stabilimento venne inaugurato agli inizi del 1929 (rimarrà la sede centrale fino al 1960). L'azienda venne trasformata in società di capitali con la denominazione «Rizzoli & C. anonima per l'arte della stampa»; in marzo uscì il primo volume dell'Enciclopedia italiana di scienze, lettere ed arti.
Non aveva dimenticato le riviste. Nel 1930 Novella rilanciò come periodico femminile; il settimanale raggiunse la tiratura di 130 000 copie. A Novella seguirono Cinema Illustrazione (1930), Lei (1933), Bertoldo (1936), Omnibus (1937), Oggi (1939), Candido (1945) e L'Europeo (1945).
Nel 1929 uscì il primo libro con il marchio Rizzoli, la Storia del Risorgimento di C. Spellanzon. Diverse le collane editoriali: I classici Rizzoli (dal 1934), Il sofà delle muse (ideata con Longanesi), La Scala e altre. In collaborazione con Larousse pubblicò l'Enciclopedia Universale in 15 volumi. Grande successo ebbero i libri della "Biblioteca Universale Rizzoli" (BUR), che pubblicava i classici a prezzi popolari.. Nel 1933 Rizzoli riscattò le quote azionarie in mano ai suoi tre finanziatori. Da quel momento in avanti l'azienda rimase sempre nelle sue mani.
Nel 1956, innamorato dell'isola d'Ischia, Angelo Rizzoli si stabilì nella bellissima “Villa arbusto” costruita nel 1785, oggi adibita a museo. Inoltre rilevò le antiche terme greco-romane situate nel comune di Lacco Ameno. Le ampliò costruendo il primo hotel di lusso dell’isola, chiamato “Regina Isabella”. In pochi anni riuscì a far diventare il suo albergo fra i primi trenta al mondo, luogo ambito e frequentato dalle élite e dalle star del tempo. Nella piazza principale del paese vi è tutt’oggi un busto in bronzo raffigurante la sua persona, a commemorare l’eterna gratitudine dei cittadini ischitani. 

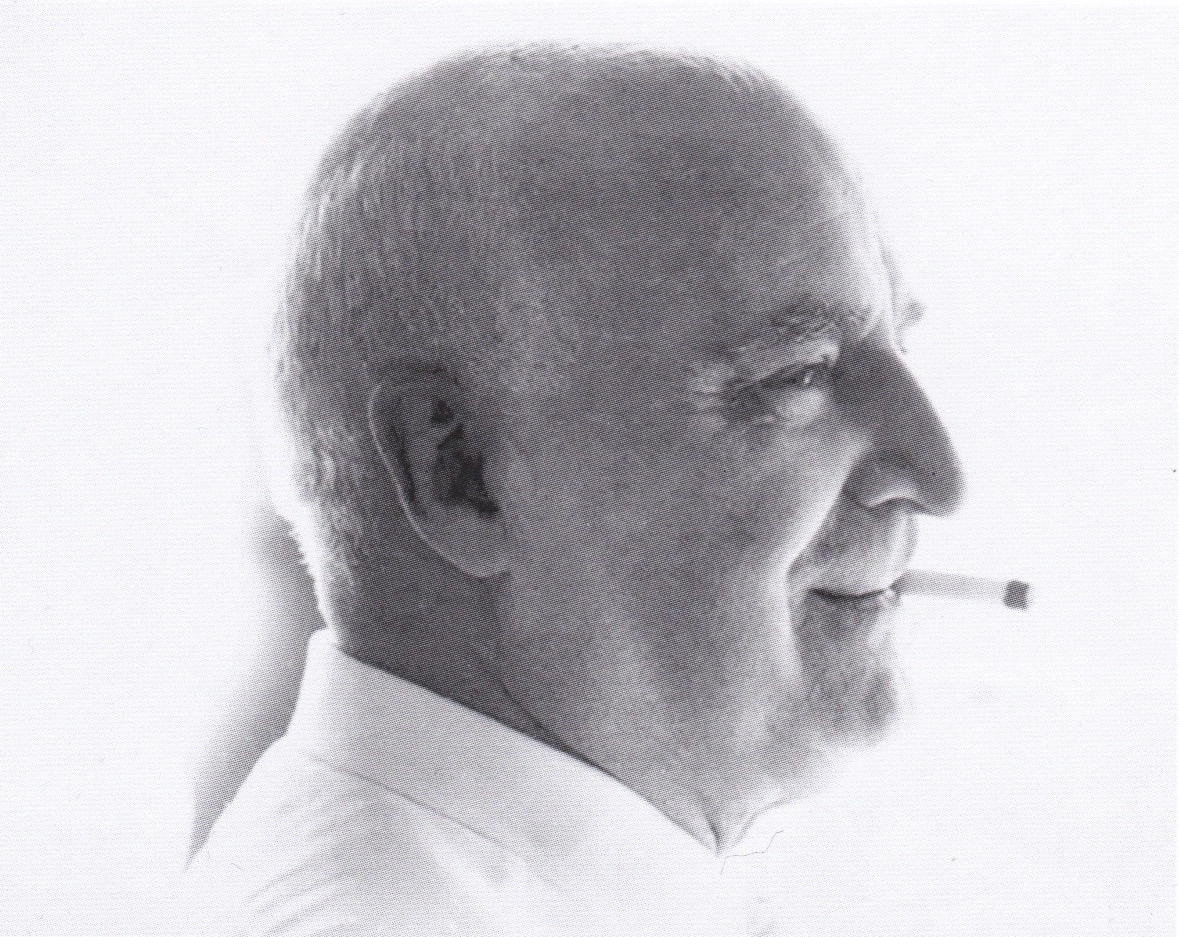
Un ritratto di Angelo Rizzoli con l’immancabile sigaretta al mentolo

Il 21 ottobre 1962 fu inaugurato a Lacco Ameno il primo ospedale dell'isola, donato da Angelo Rizzoli e da lui intitolato alla moglie Anna.
Nel 1954 portò a compimento l'acquisto della Cartiera di Lama di Reno, presso Marzabotto, destinata a diventare la fornitrice di carta per tutto l'impero editoriale. Nel 1960 l'editore si trasferì in un grande complesso in via Civitavecchia, poi divenuta l'odierna via Angelo Rizzoli. Nel 1962 avviò il progetto di un nuovo quotidiano nazionale a grande tiratura. Avrebbe dovuto chiamarsi Oggi con il sottotitolo Il quotidiano di domani. Dopo oltre tre anni di lavoro e di prove, però, Rizzoli rinunciò poiché il rapporto tra costi e benefici non era favorevole. Rizzoli aveva un modo tutto suo di tenere a mente i conti del gruppo: sul retro bianco della scatola di sigarette (le Turmac) annotava tre cifre: Debiti, Crediti, Liquidità.
"Il cumenda", così veniva chiamato Angelo Rizzoli, iniziò anche, con la Cineriz, l'attività cinematografica: con tale casa di produzione furono girati i film di Don Camillo nonché La dolce vita e 8½ di Federico Fellini. L'impegno nel mondo del cinema contribuì ad allargare l'impero editoriale ed economico della casa editrice.
Angelo Rizzoli morì nel 1970, non ancora ottantunenne. Il Corriere della Sera pubblicò due pagine di necrologi, fatto mai accaduto prima. Il fondatore lasciò in eredità un patrimonio di circa 100 miliardi di lire, non gravato da debiti.

## Vita privata

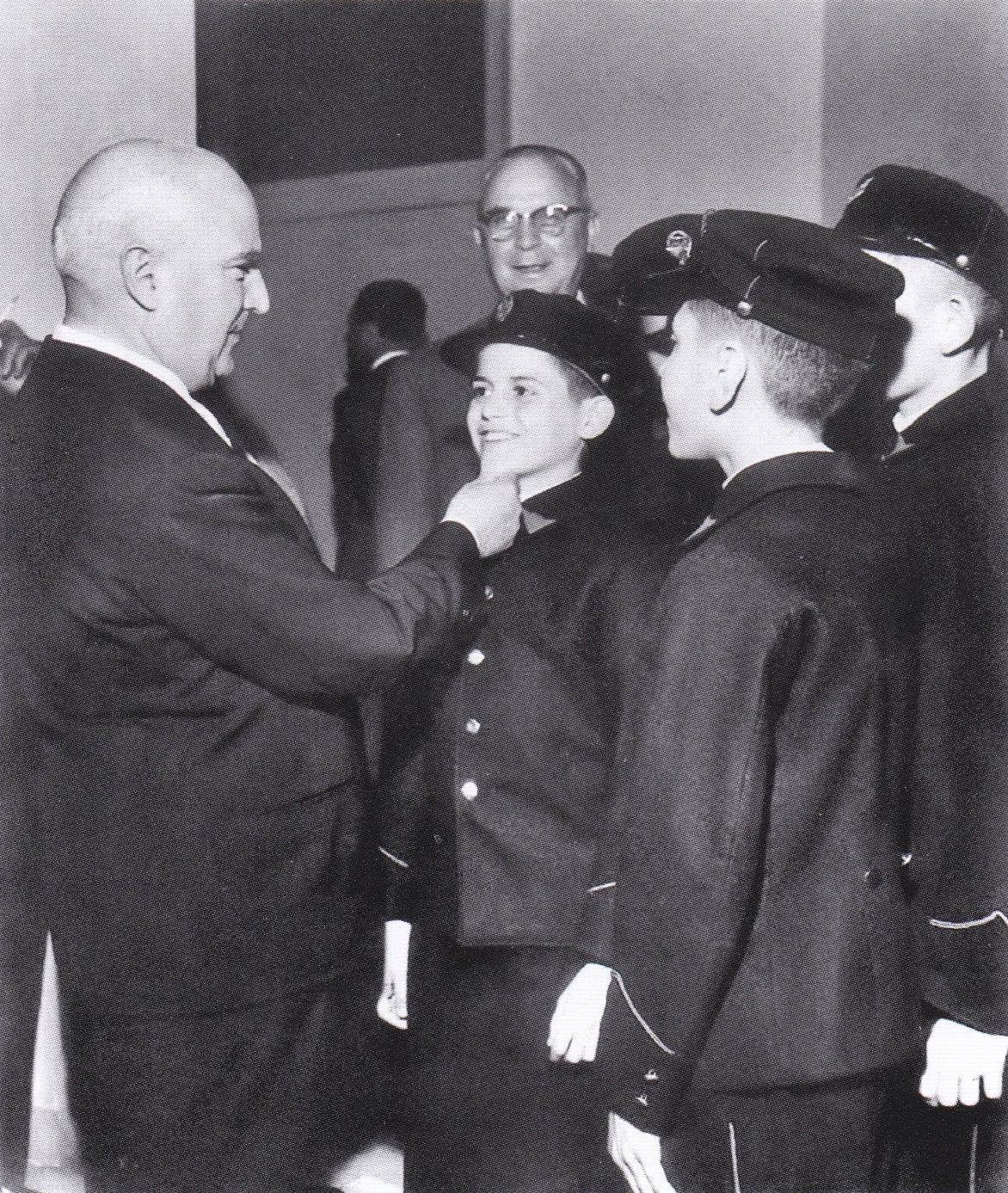
Angelo Rizzoli in visita dai Martinitt a Milano. Non dimenticò mai le sue origini e fu sempre generoso con questa istituzione benefica.

Rizzoli sposò Anna Marzorati (1890-1976), dalla quale ebbe tre figli: Andrea (1914-1983) - che l'ha reso nonno del nipote omonimo Angelo detto Angelone (1943-2013), di Alberto (1945-2019) e Anna Grazia, detta Annina (1956) - Giuseppina, detta Pinuccia, (1916-2005) - che l'ha reso nonno del nipote Nicola Carraro - e Giuditta, detta Rinella (1918-1930). Alla moglie Anna venne intitolato l'ospedale di Ischia, fatto costruire a sue spese.

## Editoria

### Collane principali
Fonte: Angelo Rizzoli
- «Romanzi di Novella»: abbinata alla rivista, la collana si rivolgeva a un pubblico femminile. Propose testi di Giana Anguissola, Luciana Peverelli, Mura, Milly Dandolo;
- «I nostri umoristi»: pubblicò da Achille Campanile a Giovannino Guareschi, da Carletto Manzoni a Giovanni Mosca, da Marcello Marchesi a Vittorio Metz;
- «Biblioteca universale Rizzoli»: ideata nel 1949 da Luigi Rusca e Paolo Lecaldano, propose in veste sobria e a prezzo accessibile i classici di ogni tempo e ogni luogo, in edizione integrale. Il primo titolo è I promessi sposi di Manzoni.
- «Opere di Indro Montanelli»: la collana ripropose - tra gli altri - la fortunatissima Storia d’Italia.
- «La Scala»: collana di narrativa ideata da Domenico Porzio, pubblicò Luciano Bianciardi (La vita agra), Giuseppe Berto (Il male oscuro), Alberto Bevilacqua (La califfa), Carlo Castellaneta, Ennio Flaiano, Mario Arpino e Dacia Maraini.
- «Saggi»: l'ultima collana nata durante la presidenza di Rizzoli, dal 1967 propose testi di Michel Foucault (Le parole e le cose), Elias Canetti, Nicola Abbagnano e Eric Hobsbawm.

## Filmografia

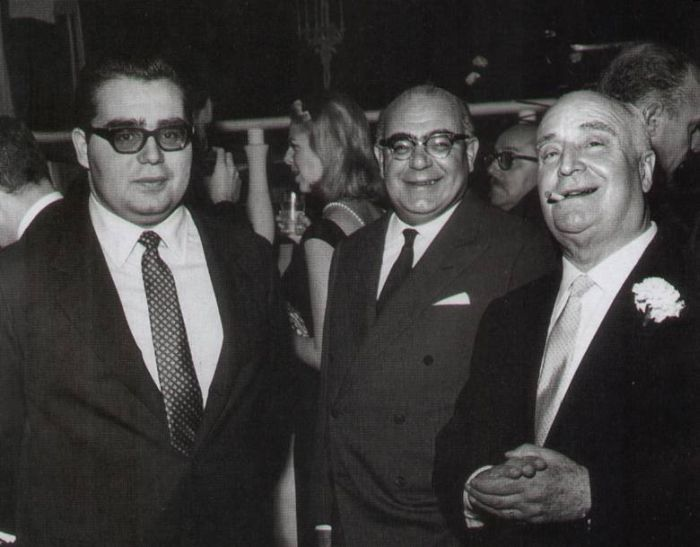
Angelo Rizzoli, primo a destra, in compagnia del figlio Andrea e del nipote Angelo Rizzoli (a sinistra)

### Produttore
- La signora di tutti (1934)
- Rose scarlatte, regia di Giuseppe Amato e Vittorio De Sica (1940)
- Yvonne la Nuit (1949)
- Francesco, giullare di Dio, regia di Roberto Rossellini (1950)
- Umberto D. (1952)
- Le belle della notte (Les belles de nuit) (1952)
- Senza veli (Wir tanzen auf dem Regenbogen) (1952)
- Puccini, regia di Carmine Gallone (1953)
- Lucrezia Borgia (1953)
- Prima di sera di Piero Tellini (1954)
- La contessa scalza (The Barefoot Contessa) (1954)
- Madama Butterfly (1954)
- Don Camillo e l'onorevole Peppone (1955)
- Grandi manovre (Les grandes manoeuvres) (1956)
- Come te movi, te fulmino!, regia di Mario Mattoli (1958)
- La dolce vita (1960)
- Don Camillo monsignore... ma non troppo (1961)
- Dal sabato al lunedì (1962)
- 8½ (1963)
- Deserto rosso (1964)
- Giulietta degli spiriti (1965)
- Africa addio (1966)
- Incompreso (1966)
- Mal d'Africa (1967)
- Quando dico che ti amo (1968)
- Una moglie giapponese? (1968)
- Italian Secret Service (1968)
- Serafino (1969)
- Per grazia ricevuta (1971, uscito postumo)

## Onorificenze
- David di Donatello nel 1956 come miglior produttore per Grandi manovre.

## Archivio
La documentazione prodotta da Angelo Rizzoli nel corso della propria attività imprenditoriale è conservata: nel fondo Rizzoli Corriere della Sera - RCS Libri spa (1960 - [inizio sec. XXI]), presso RCS e Rizzoli Corriere della Sera - RCS Libri spa; nel fondo Rizzoli Corriere della Sera - RCS Media Group spa (fine sec. XX), presso la Fondazione Rizzoli Corriere della Sera e nel fondo Rizzoli (1949 - [inizio sec. XXI]), presso Rizzoli (Milano, MI).